# Heliothelinae
Die Heliothelinae sind eine Unterfamilie von Schmetterlingen aus der Familie der Crambiden (Crambidae).

## Merkmale
Das Corpus bursae der Weibchen ist mit einem auffälligen, nach innen gerichteten Dorn ausgestattet. Das Corpus bursae besitzt darüber hinaus nicht den bei den meisten Arten der Scopariinae vorhandenen Apendix bursae (Diverticulum). Die Heliothelinae haben ebenso wie die Crambinae und die Glaphyrinae ein Pecten, einen sogenannten Haarkamm. Dieser besteht aus einer Reihe haarartiger Schuppen, die auf dem Hinterflügel unterhalb der Zelle auf dem Stamm der Cubitalader entspringt. Viele Arten ähneln kleinen Eulenfaltern.

## Verbreitung
Die Vertreter der Unterfamilie kommen auf den Kontinenten der Alten Welt und in Australien vor.

## Biologie
Die Arten des Tribus Heliothelini sind tagaktiv und besiedeln heiße und trockene Habitate. Die in den tropischen Regionen Australiens vorkommenden Arten (Hoploscopini) sind nachtaktiv.

## Systematik
Die Gattung Heliothela wurde ursprünglich in der Familie Hercynidae (=Odontiinae) errichtet. Hampson verschob sie 1899 in die Unterfamilie Pyraustinae. Nachdem die Genitalmorphologie in der Systematik der Schmetterlinge eine größere Rolle spielte, stellte Amsel 1961 die Tribus Heliothelini auf. Dabei unterscheiden sich die Arten der Gattung Heliothela  durch den zweigeteilten Gnathos der Männchen von den übrigen Pyraustinae, die normalerweise keinen Gnathos besitzen. Amsel betrachtete die Heliothelini und Scopariini weiterhin als eigenständige Gruppen innerhalb der Pyraustinae. Später stellte Leraut die Gattung Heliothela in die Unterfamilie Scopariinae. Minet erhob schließlich 1982 die Tribus Heliothelini zur Unterfamilie und trennte sie damit von den Scopariinae.
Die Unterfamilie Heliothelinae besteht zurzeit aus fünf Gattungen mit insgesamt 49 Arten. Heliothela wulfeniana ist die einzige Art der Unterfamilie die auch in Europa vorkommt. Die Artenliste basiert auf der Globiz-Datenbank.
- Heliothelini Amsel 1961
  - Eclipsiodes  Meyrick, 1884. Paläarktis, Orientalis, Afrotropis, Australis.
    - Eclipsiodes anthomera (Lower, 1896)
    - Eclipsiodes crypsixantha Meyrick, 1884
    - Eclipsiodes homora Turner, 1908

- - Heliothela  Guenée, 1854. Paläarktis, Orientalis, Afrotropis, Australis. 10 Arten.

- - Phanomorpha  Turner, 1937. Australien.
    - Phanomorpha acrocapna (Turner, 1915)
    - Phanomorpha anisophragma (Lower, 1901)
    - Phanomorpha dapsilis (Turner, 1908)
    - Phanomorpha drosera (Meyrick, 1887)
    - Phanomorpha icelomorpha (Turner, 1908)
    - Phanomorpha lichenopa (Lower, 1897)
    - Phanomorpha marmaropa (Meyrick, 1889)
    - Phanomorpha meliphyrta (Turner, 1908)
    - Phanomorpha mesogramma (Lower, 1900)
    - Phanomorpha orthogramma (Lower, 1902)
    - Phanomorpha pammicta (Turner, 1908)
    - Phanomorpha persumptana (Walker, 1863)
    - Phanomorpha schizodesma (Lower, 1899)
    - Phanomorpha semigilva (Turner, 1922)
    - Phanomorpha striatalis (Hampson, 1907)
    - Phanomorpha susanae (Lower, 1900)

- Hoploscopini Robinson, Tuck & M. Shaffer, 1994
  - Hoploscopa  Meyrick, 1886. Orientalis.
    - Hoploscopa anamesa Tams, 1935
    - Hoploscopa astrapias Meyrick, 1886
    - Hoploscopa aurantiacalis (Snellen, 1895)
    - Hoploscopa brunnealis (Snellen, 1895)
    - Hoploscopa diffusa (Hampson, 1919)
    - Hoploscopa luteomacula Nuss, 1998
    - Hoploscopa mediobrunnea (Joannis, 1929)
    - Hoploscopa metacrossa (Hampson, 1917)
    - Hoploscopa nauticorum Tams, 1935
    - Hoploscopa obliqua (Rothschild, 1915)
    - Hoploscopa ocellata (Hampson, 1919)
    - Hoploscopa persimilis (Rothschild, 1915)
    - Hoploscopa quadripuncta (Rothschild, 1915)
    - Hoploscopa semifascia (Hampson, 1919)
    - Hoploscopa subvariegata (Rothschild, 1915)
    - Hoploscopa triangulifera (Hampson, 1919)

- - Perimeceta  Turner, 1915. Orientalis und Queensland, Australien.
    - Perimeceta incrustalis (Snellen, 1895)
    - Perimeceta leucoselene (Hampson, 1919)
    - Perimeceta leucosticta (Hampson, 1919)
    - Perimeceta niphotypa Turner, 1915

## Belege
1. 1 2 3 4  Barry Goater, Matthias Nuss, Wolfgang Speidel: Pyraloidea I (Crambidae, Acentropinae, Evergestinae, Heliothelinae, Schoenobiinae, Scopariinae). In: P. Huemer, O. Karsholt, L. Lyneborg (Hrsg.): Microlepidoptera of Europe. 1. Auflage. Band 4. Apollo Books, Stenstrup 2005, ISBN 87-88757-33-1, S. 109 (englisch).
2. 1 2  Nuss, Matthias (1998): The Scopariinae and Heliothelinae stat. rev. (Lepidoptera Pyraloidea Crambidae) of the Oriental Region - a revisional synopsis with descriptions of new species from the Philippines and Sumatra. Nachr.entomol. Ver. Apollo, Suppl. 17: S. 498
3. ↑  Nuss, Matthias (1999): Revision der Gattungen der Scopariinae (Lepidoptera: Pyraloidea, Crambidae). Nova Suppl. Ent. 13: S. 11
4. ↑  Patrice Leraut: Zygaenids, Pyralids 1. In: Moths of Europe. 1. Auflage. Volume III. NAP Editions, 2012, ISBN 978-2-913688-15-5, S. 185 (englisch).
5. ↑  Global Information System on Pyraloidea (GlobIZ). Abgerufen am 2. Oktober 2014.